# Mattajoch
Mattajoch är ett bergspass på gränsen mellan Liechtenstein och Österrike. Det ligger i den sydöstra delen av Liechtenstein, 8 km öster om huvudstaden Vaduz. Mattajoch ligger 1 869 meter över havet. Den högsta punkten i närheten är Ochsenkopf, 2 286 meter över havet, 1,9 km söder om Mattajoch.